# Ormosia biannulata
Ormosia biannulata là một loài ruồi trong họ Limoniidae. Chúng phân bố ở miền Cổ bắc.